# ويليام مور (عسكري)
ويليام مور (بالإنجليزية: William Moore)‏ هو عسكري أمريكي، ولد في 18 مايو 1837 في بوسطن في الولايات المتحدة، وتوفي في 16 فبراير 1918.